# Hypolimnas forbesii
Hypolimnas forbesii är en fjärilsart som beskrevs av Butler 1883. Hypolimnas forbesii ingår i släktet Hypolimnas och familjen praktfjärilar. Inga underarter finns listade i Catalogue of Life.